# 亞歷山德羅·贊尼
亞歷山德羅·贊尼（義大利語：Alessandro Zanni；1984年1月31日—）是一位意大利橄欖球運動員。他是意大利國家橄欖球隊的一員，代表意大利參加了2015年世界盃橄欖球賽。